# Horia Colan
Horia Colan (n. 11 mai 1926, Covasna – d. 24 iulie 2017, Cluj-Napoca) a fost un inginer român, specialist în domeniul metalurgiei, ales ca membru titular (2010) al Academiei Române. Este fiul lui Gheorghe Colan (1896-1963) și al Elenei (născută Rafiroiu) (1899-1991), iar Episcopul Nicolae Colan a fost unchiul lui. S-a ocupat mai ales de metalurgia pulberilor. Are studii și în domeniul istoriei științei și tehnicii, cu preocupări de valorificare a unor tradiții și priorități românești.

## Biografie
Horia Colan a urmat cursurile Liceului Moise Nicoară din Arad în perioada 1936-1944, cu o perioadă de 2 ani (1938-1940) în care a fost elev al Colegiului Național „Emil Racoviță” din Cluj-Napoca. La bacalaureatul susținut la secția științifică s-a situat pe prima poziție.
Și-a continuat pregătirea la Facultatea de Electromecanică a Școlii Politehnice din Timișoara (1944-1949), fiind admis cu cea mai mare medie din cele trei facultăți reunite. În 1949 a obținut diploma de inginer mecanic și electrotehnic.
După terminarea facultății rămâne cadru didactic la Institutul Politehnic din Cluj parcurgând treptele profesionale: asistent (1950), șef de lucrări (1953), conferențiar (1964). În 1966 ocupă postul de secretar științific al Facultății de Mecanică (1966-1972) și membru în Consiliul Facultății de Mecanică (1966-1990).
A obținut titlul de Doctor inginer în știința materialelor (metalurgie fizică, metalurgia pulberilor) la Institutul Politehnic din Cluj-Napoca (1971) cu teza „Cercetări privind influența și difuzia cuprului în oțeluri și aliaje fier-carbon sinterizate”. În același an obține titlul de profesor și postul de șef al catedrei de Știința și Tehnologia Materialelor (1971-1985), precum și șeful Centrului de Cercetări pentru Metalurgia Pulberilor (1971-1985). Începând cu 1977 obține dreptul de a fi conducător științific de doctorat în specialitățile Metalurgie fizică, Știința materialelor și Istoria științelor tehnice.
În 1990 este numit Decan al Facultății de Mecanică și apoi Rector al Institutului Politehnic din Cluj-Napoca (1990-1992), în această perioadă fiind Președinte al consiliului rectorilor din Cluj-Napoca precum și membru în Consiliul Facultății de Știința și Ingineria Materialelor (1990-1996), membru în Senatul Universității Tehnice din Cluj-Napoca (1990-1996) și membru în Comisia Superioară de Atestare (1990-1992).
A mai fost membru în Comisia Națională TEMPUS (din 1992), în Colegiul Academic Universitar (1991-1992) și expert la Commission of the European Communities, Bruxelles pentru EC TEMPUS Office (din 1993).
În 9 martie 1991 este primit membru corespondent al Academiei Române fiind ales Președinte al Secției de Științe Tehnice și al Comisiei de Știința Materialelor ale Filialei din Cluj-Napoca a Academiei Române. În același an este ales Vicepreședinte al Comitetului Român de Istoria și Filosofia Științei și Tehnicii (CRIFST) și Președinte al Diviziei de Istoria Tehnicii.
Este ales Vicepreședinte al Filialei Transilvania a Asociației Oamenilor de Știință din România (1990-1994) și devine membru fondator al Academiei de Științe Tehnice din România (ASTR) - președinte al Secției de Știința și Ingineria Materialelor (1997).
În anul 2003 primește titlul de Doctor Honoris Causa al Universității Tehnice „Gheorghe Asachi” din Iași, în 17 ianuarie 2007 devine Doctor Honoris Causa al Universității Tehnice din Cluj-Napoca, în 22 februarie 2007 este recompensat cu titlul Doctor Honoris Causa al Universității Transilvania din Brașov iar în 10 octombrie 2013 devine Doctor Honoris Causa al Universității „Petru Maior” din Târgu-Mureș.
În 30 martie 2010 este primit membru titular al Academiei Române.
Între subiecte abordate se numără: difuzia intergranulară a cuprului în oțeluri (brevet); studiul microscopic la temperaturi înalte al sinterizării materialelor Fe-Cugrafit; pseudoaliaje W-Cu, W-Ag (brevet); silicierea molibdenului; aliaje Ni-Cr-Si-B și Co-Cr-W-C pentru metalizare prin proiectare de pulberi; composite cu matrice metalică WC-W-Ni-(Cu-Zn-Si)-diamant etc.
De asemenea, a contribuit la descoperirea și valorificarea unor tradiții și priorități românești precum: prima descriere a metodei metalografice (1848), o importantă lucrare asupra oțelurilor de construcție (1888), difracția razelor X (C. Bungețianu, 1896), dezvoltarea științelor tehnice în Transilvania, relațiile franco-române, și a cercetat viața și opera unor personalități ale științei românești și universale - René de Réaumur, Petrache Poenaru, G. Barițiu, D. K. Cernov, Anghel Saligny, H. Le Chatelier, L. Guillet, P. Sergescu etc.
În urma căsătoriei cu Monica Rada (născută Dăneț) are două fete: Dana Boboc și Ligia Simonescu-Colan.

## Alte titluri și distincții
- Membru al Comitetului Român de Istoria și Filosofia Științei și Tehnicii (din 1958);[2]
- Membru al Société Francaise de Métallurgie et des Matériaux (SF2M) (din 1975);
- Membru al Conseil National des Ingénieurs et Scientifiques de France (CNISF) (din 1982);
- Membru al Comitetului Asociației Oamenilor de Știință din România, Filiala Transilvania (1983-1994);
- Membru al Comisiei de Știința Materialelor a Academiei Române (din 1988);
- Membru al Consiliului Științific al Asociației Oamenilor de Știință din România (1994-1998);
- Membru al Comitetului Executiv al ASM International, Romanian Chapter (din 1993);
- Membru al International Committee for the History of Tehnology (ICOHTEC) (din 1994);
- Membru al The New York Academy of Science (din 1995);
- Membru al Asociației Științifice a Inginerilor și Tehnicienilor (ASIT, CNIT) (1950-1990);
- Membru al Asociației Generale a Inginerilor din România (AGIR) (din 1990);
- Membru al Consiliului Național al AGIR (1990-1994, 1997-2001);
- Membru al Biroului executiv al Consiliului AGIR (1997-2001);
- Membru al Comitetului științific al revistei Proceedings of the Romanian Academy. Series A (din 2000);
- Membru al Comitetului științific al revistei „Matériaux et Techniques”, Paris (1990-1997);
- Membru al Comitetului științific al Buletinului Științific al Universității Tehnice din Cluj-Napoca (Acta Technica Napocensis) (din 1990);
- Membru al Comitetului științific al revistei NOESIS, Academia Română (din 1992);
- Membru al Comitetului științific al revistei NOEMA, Academia Română (din 2002);
- Membru al Association des Membres de l’Ordre des Palmes Académiques (AMOPA), Franța (2000);
- Membru în Consiliile Tehnice ale Întreprinderilor Metalul Roșu, Armătura, Unirea din Cluj-Napoca (1955-1965);
- Membru în Consiliul Tehnic al Intreprinderii Sinterom, Cluj-Napoca (1970-1990);
- Laureat cu Premiul Ministerului Învățământului și Științei pentru cercetare științifică (1958, 1961, 1963, 1968);
- Președinte de Onoare al Societății de Metalurgia Pulberilor din România (1990);
- Membru de Onoare al Société Francaise de Métallurgie et de Matériaux (1991);
- Membru de Onoare al AGIR (1993);
- Președinte de Onoare al AGIR - Filiala Cluj (1990);
- Membru de Onoare al Ligii Culturale Andrei Șaguna (1993);
- Doctor of Engineering (Materials Science and Powder Metallurgy) Honoris Causa, Universitatea Internațională „Pro Deo”, New York (1994);
- Președinte de Onoare al Despărțământului ASTRA Covasna-Harghita (1996)[4];
- Medalia AGIR (1996);
- Membru de Onoare al Senatului Universității Tehnice din Cluj-Napoca (1997)[5];
- Cetățean de Onoare al Municipiului Cluj-Napoca (1997)[6];
- Membru de Onoare al Comitetului de Patronaj (1997-1999) și al Consiliului de Redacție (din 2000) al revistei „Materiaux et Techniques” Paris;
- Chevalier de l’Ordre des Palmes Académiques "pentru servicii aduse culturii franceze", Franța (1999);
- Membru de Onoare al Federației Inginerilor Metalurgiști din România (2001);
- Cavaler al Ordinului Național „Serviciul Credincios” (2002);
- Premiul de excelență al Lions International pentru Științe Tehnice (2002);
- Președinte al Asociației Filantropice Medical-Creștine CHRISTIANA - Filiala Cluj[7];
- Diploma Meritul Academic[8], cu prilejul împlinirii vârstei de 85 de ani;
- Spiritus Rector, Cluj, 2016[9].

## Lucrări publicate
- Tehnologia metalelor (vol. I Metalurgia, vol. II Turnarea metalelor) Metalurgia pulberilor (IPCN 1954, 1957);
- Studiul metalelor și tratamente termice (EDP 1964);
- Tehnologia fabricării pieselor sinterizate din pulberi metalice (ET 1966);
- Studiul metalelor (Metalografie) (EDP 1968);
- Studiul metalelor (IPCN 1977);
- Studiul metalelor (EDP 1983);
- Studiul metalelor - Îndrumar pentru lucrări de laborator (metale-metalurgie) (IPCN 1988);
- Istoria României. Transilvania - vol. II (1867-1947), Editura George Barițiu, Cluj-Napoca (1999) - Cap. Științele tehnice în Transilvania;
- La technologie au risqué de l'histoire, Paris (2000) - Cap. La création de la science des matériaux à la fin du XIXe siècle;
- Science of Materials (UTPRES Cluj-Napoca 2002);
- Materials: Research, Development and Applications. (BREPOLS Publishers, Turnhout, Belgia, 2002) - Cap. Histoire de la métallurgie des poudres en Roumanie, son développment scientifique et industriel;
- Culture et francophonie (2003), ș.a.[2]

## Articole publicate
- Dacii și Decebal în conștiința și scrierile unor mari istorici Arhivat în 20 aprilie 2016, la Wayback Machine., Condeiul ardelean, Bilunar de atitudine și cultură, nr. 251 din 27 iulie / 23 august 2012;
- Al XXIII-lea Congres Internațional de Istoria Științei și Tehnicii IUHPS/DHT Arhivat în 20 aprilie 2016, la Wayback Machine., Sesiunea anuală plenară de comunicări științifice, CRIFST - Academia Română, 23 octombrie 2009;
- Dezvoltarea științelor tehnice după Marea Unire (1918-1940), NOEMA, vol.II, nr.1, 2003, pp. 101–116;
- Precursori ai Marii Uniri, deschizători de drum peste Carpați prin învățământ și științe tehnice, Românii din sud-estul Transilvaniei. Istorie, cultură, civilizație, Muzeul Național al Carpaților Răsăriteni, Sesiune Națională de Comunicări Științifice, Ediția a XV-a, 2 octombrie 2009;
- Științele tehnice în Universitatea Daciei superioare (1919-2009) Arhivat în 20 aprilie 2016, la Wayback Machine., Adunarea generală și sesiunea anuală de comunicări științifice, DIT-CRIFST, 23 octombrie 2009;
- Materials science: The First Publication in Romania on the Metallographic Analysis of Steels (1848) Arhivat în 23 aprilie 2016, la Wayback Machine., Applied and theoretical mathematics of antiquity and their mutual influence, XXX Symposium of the International Committee for the History of Technology, ICOHTEC 2003 (August 21st-26th, 2003, St. Petersburg), Moscow, 2003;
- Prima prezentare a analizei metalografice a oțelurilor într-o publicație românească din 1848 (La premiere presentation de l'analyse metallographique des aciers dans une publication roumaine de 1848)[nefuncțională]
, Academica - revistă editată de Academia Română, Anul IX, nr. 3, 1999, p. 23, 25;
- Știința și diversitate culturală - o relatare a lucrărilor celui de al XXI-lea Congres Internațional de Istoria Științei din Mexico, Academica - revistă editată de Academia Română, nr. 11 (131), septembrie 2001;
- Congresele mondiale de istoria științei și tehnicii. Prezențe românești Arhivat în 23 aprilie 2016, la Wayback Machine., CRIFST, Cursul de inițiere în istoria și filozofia științei și tehnicii, 2010;
- Marii noștri metalurgiști: Traian Negrescu (1900-1960) și Alexandru Rău, așa cum i-am cunoscut, CRIFST, Cursul de inițiere în istoria și filozofia științei și tehnicii, 2011;
- Anghel Saligny, proiectul podului de la Cernavodă și știința materialelor (Anghel Saligny, le projet du pont de Cernavodă et la science des materiaux)[nefuncțională]
, Academica - revistă editată de Academia Română, Anul VI, nr. 4, 1996, pp. 30–32;
- 150 de ani de la nașterea lui Anghel Saligny. O glorie a tehnicii românești , Sesiune omagială organizată de Secția de Științe Tehnice și Comitetul Român pentru Istoria și Filosofia Științei și Tehnicii (CRIFST) ale Academiei Române; Academica - revistă editată de Academia Română, Anul XIV, mai, 2004;
- Știința materialelor la Academia Română, Academica - revistă editată de Academia Română, Anul XII, nr.4, iulie, 2002;
- Despre acad. Radu Voinea. Evocări, Academica - revistă editată de Academia Română, Anul XX, nr.7-8, iulie-august, 2010;
- Centenarul unei lucrări de excepție privind istoria românilor – Paul Labbé – La vivante Roumanie, Sesiunea anuală de Comunicări științifice a Comitetului Român de Istoria și Filosofia Științei și Tehnicii (CRIFST), 16 octombrie 2014;
- Histoire de la science des materiaux - Periodes et contributions roumaines[nefuncțională]
, NOESIS, 1994, 20, pp. 115–122;
- La coopération européenne dans l'histoire de la science des matériaux – Contributions roumaines, NOESIS, 2001, 26, pp. 185–195;
- Științele tehnice, ASTRA și unitatea spațiului românesc[nefuncțională]
, Sesiunea de comunicări științifice Identitatea națională în contextul integrării europene, din cadrul celei de-a 93-a Adunări Generale a ASTREI, Sfântu Gheorghe, 17 octombrie 1997;
- Choix technologiques en métallurgie, d'après une étude de Petrache Poenaru sur l'industrie française en 1830 Arhivat în 1 iunie 2016, la Wayback Machine., Matériaux et techniques (ISSN 0032-6895), EDP Sciences, 2001, vol. 89, no7-8, pp. 3–7;
- Premise ale instituirii învățământului superior tehnic clujean (1882-1948), Orașul (Cluj-Napoca), An.4, Nr.13 (trim. I 2009), pp. 39–41;
- Petre Sergescu (1893-1954), historien des sciences ou la fascination de la generosite, International Union of History and Philosophy of Science, Division of History of Science, XXII International Congress of History of Science, Beijing, 24-30 July 2005, p. 379;
- Al XXII-lea Congres Internațional de Istoria Științei (Beijing 24-30 iulie 2005) și al XXIII-lea Congres Internațional de istoria tehnicii (Leicester 15-20 august 2006), Sesiunea anuală de Comunicări științifice a Comitetului Român de Istoria și Filosofia Științei și Tehnicii (CRIFST), 12 octombrie 2006;
- Două mari aniversări ale anului: George Barițiu (1812-1893) și Spiru C. Haret (1851-1912). Rolul lor în crearea și dezvoltarea învățământului românesc, Sesiunea anuală de Comunicări științifice a Comitetului Român de Istoria și Filosofia Științei și Tehnicii (CRIFST), 23 octombrie 2012.
- În amintirea profesorului Răzvan Givulescu (1920-1907), membru de onoare al Academiei Române, Sesiunea anuală de comunicări științifice, CRIFST - Academia Română, 2007;

## Lucrări biografice
- Nemuritorii. Academicieni români, coord. Ioan Ivanici, Paraschiv Marcu, București, 1995;
- Guide to the History of Technology in Europe, London, ISBN 978-0901805867, 1996;
- Repere ale ingineriei românești, coord. dr. ing. Mihai Mihăiță, Ed. AGIR, București, ISBN 978-9738130159, 2000 ;
- Clujeni ai secolului 20. Dicționar esențial, Casa Cărții de Știință, Cluj-Napoca, ISBN 973-686-102-3, 2000;
- Who’s Who în România, București, 2002;
- Românii din Covasna și Harghita. Istorie. Biserică. Școală. Cultură, Ioan Lăcătușu, Vasile Lechințan, Violeta Pătrunjel, Editura Grai Românesc, Miercurea-Ciuc, ISBN 973-85392-1-8, 2003;
- Enciclopedia marilor personalități din istoria, știința și cultura românească de-a lungul timpului, vol. IV Contemporanii: A-I, Ion Văduva-Poenaru, București, ISBN 973-9099-80-7, 2003;
- Personalități clujene contemporane, Cristian Colceriu, Editura Limes, Cluj-Napoca, ISBN 973-726-100-X, 2005;
- Omagiu. Horea Colan la 80 de ani. Coordonator Ioan Lăcătușu, Editura Eurocarpatica, Sf. Gheorghe, ISBN 978-973-87846-4-2, 2006; http://www.eurocarpatica.ro/cloud/index.php/s/OZL0dccnvc2Ewf6
- Prof. dr. ing. HORIA COLAN, membru corespondent al Academiei Romane, la 80 de ani, Prof. univ. dr. ing. Mircea Bejan, președintele Filialei Cluj a AGIR, Univers Ingineresc nr.23/2006 (381) din 1-15 decembrie 2006;
- Evocări, Radu Voinea, vol. III, Editura ALMA, Craiova, ISBN 978-973-1798-23-1, 2007 - cap. Amintiri despre oameni și vremuri. Universitățile mele, pp. 101–116;
- Elite clujene contemporane / Cluj Contemporary Elites, Cluj-Napoca, 2009, Horia Colan, Creație și experiment într-o viziune istorică a științei, Cristian Colceriu, ISBN 978-973-88970-1-4, p. 217-230;
- Enciclopedia identității românești. Personalități Arhivat în 24 iulie 2024, la Wayback Machine., Ecaterina Țarălungă, Editura Litera Internațional, București, ISBN 978-606-600-246-2, 2011, p. 203;
- Genealogia Familiei Colan[nefuncțională]
, coordonator Ioan Lăcătușu, Editura Eurocarpatica, Sf. Gheorghe, ISBN 978-973-1814-45-2, 2012;
- Academicianul Horia Colan, Acad. Valeriu Cotea, Academica - revistă editată de Academia Română, Anul XXV, Nr. 11-12 noiembrie-decembrie, 2015, pp. 52–55;